# Tradescantia tepoxtlana
Tradescantia tepoxtlana är en himmelsblomsväxtart som beskrevs av Eizi Matuda. Tradescantia tepoxtlana ingår i släktet båtblommor, och familjen himmelsblomsväxter. Inga underarter finns listade.